# Stift Broumov

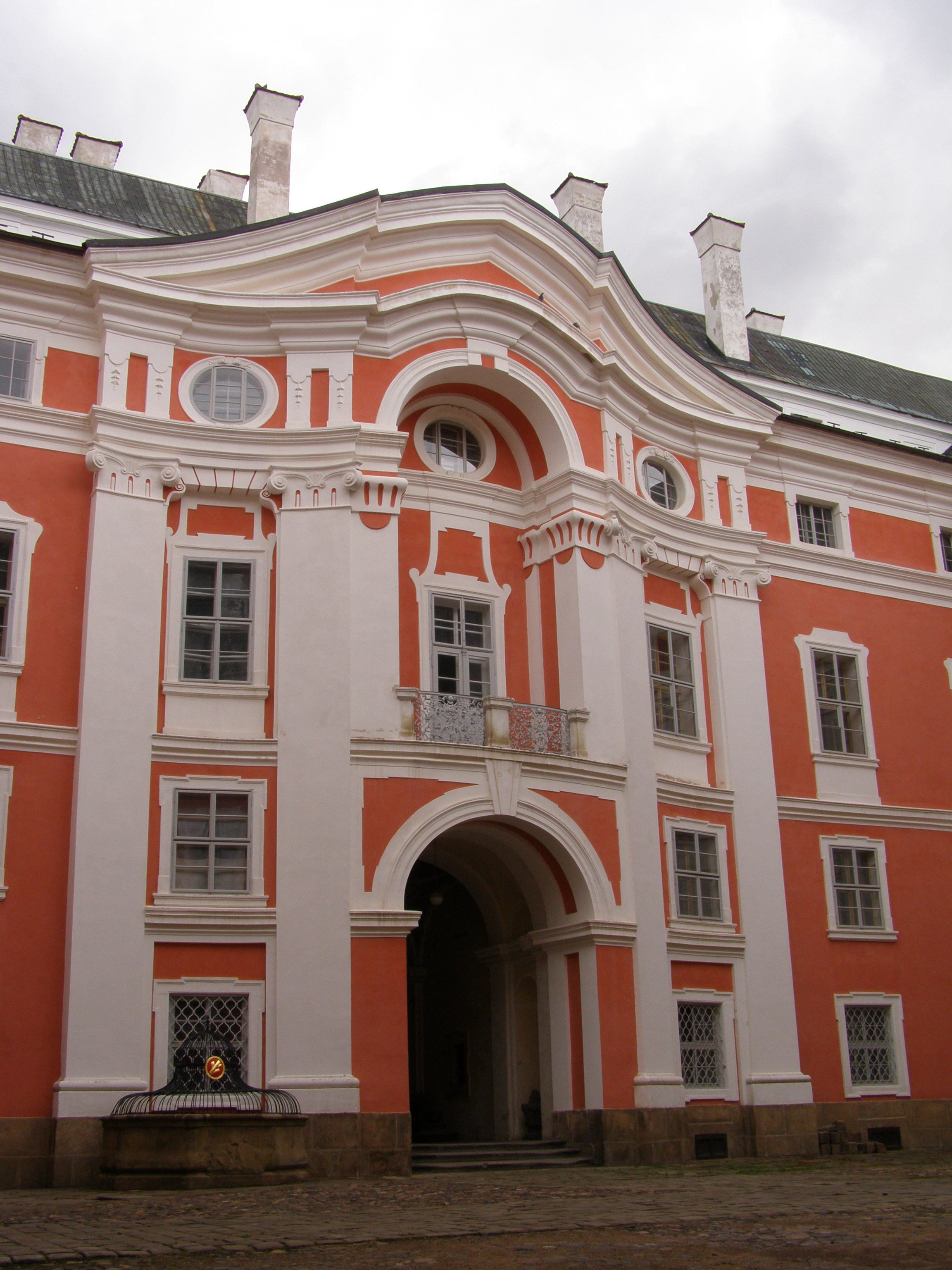
Kloster Braunau

Das Stift Broumov (lateinisch Abbatia Braunensis; deutsch Stift St. Wenzel Braunau) ist ein Kloster der Benediktiner in der Stadt Broumov im Bezirk Náchod in Tschechien. Es bildet zusammen mit der Erzabtei Břevnov die Doppelabtei Břevnov-Broumov.

## Geschichte
König Ottokar I. Přemysl schenkte den Benediktinern der Abtei Břevnov (deutsch Abtei Breunau) das in Ostböhmen gelegene Politzer Gebiet, wo sie um 1213 mit der Kolonisationstätigkeit begannen. Später drangen sie auch in das angrenzende Tal vor und errichteten auf einem Felsen die Propstei Braunau, die um 1255 zur Gründung der gleichnamigen Stadt führte. Abt Bavor von Netschetin (1290–1322) baute die Propstei zu einer burgartigen Klosteranlage mit der St.-Laurentius-Kirche aus. Im 14. Jahrhundert wurde eine Lateinschule gegründet, aus der das spätere Klostergymnasium entstand. Als 1420 wegen der Hussitenkriege Abt und Konvent von Břevnov nach Braunau flohen, begann die Epoche des Doppelklosters Břevnov-Braunau. Später residierten die Äbte überwiegend in Břevnov. 1672 erwarb das Kloster die auf halbem Wege zwischen Břevnov und Braunau gelegene Herrschaft Sloupno.
Nach den Zerstörungen des Dreißigjährigen Krieges wurde die Klosterkirche des hl. Adalbert Ende des 17. Jahrhunderts durch Christoph Dientzenhofer und Martino Allio barock umgebaut. Die Wandmalereien stammen von Johann Jakob Stevens von Steinfels, die Stuckaturen schuf Tommaso Soldati. Unter Abt Othmar Daniel Zinke erfolgte von 1728 bis 1738 nach Plänen von Kilian Ignaz Dientzenhofer ein vollständiger Umbau der Klosteranlage, an deren Gestaltung auch andere bedeutende Künstler beteiligt waren.
Von 1703 bis 1810 waren auch die Klosteranlage und die Klosterkirche im schlesischen Wahlstatt eine Niederlassung des Braunauer Klosters.
Das Aufkommen des tschechischen Nationalismus im Habsburgerreich schon vor dem Ersten Weltkrieg hatte weitreichende Folgen auch für die Abtei, in welcher beide Nationalitäten vertreten waren. Es wurde informell in der Folge stets ein deutscher und ein tschechischer Abt alternierend gewählt, was den Fortbestand der Mönche als Einheit sicherte.
Nach dem Anschluss des Sudetenlandes an das Deutsche Reich wurde die Doppelabtei Břevnov-Broumov (Breunau-Braunau) auf Drängen der tschechischen Mönche 1939 vom Heiligen Stuhl getrennt und zu zwei selbständigen Abteien erklärt: die deutschen Benediktiner verblieben unter Abt Dominik in Braunau, während die tschechischen Mönche in Brevnov mit einem eigenen Klostervorsteher eine unabhängige Abtei bekamen. 1939 wurde das Stiftsgymnasium durch das NS-Regime beschlagnahmt. Im Zweiten Weltkrieg wurden zwei Mönche von den Nationalsozialisten in das Konzentrationslager Dachau gebracht und nach Kriegsende zwei deutsche Mönche von einer tschechoslowakischen Miliz im Kloster ermordet. Als Folge der Beneš-Dekrete mussten die verbliebenen deutschen Mönche 1946 das Kloster verlassen. Nach ihrer Ausweisung nach Deutschland gründeten sie das niederbayerische Kloster Rohr neu. (→ Zur weiteren Geschichte der vertriebenen Benediktiner siehe den Eintrag: Kloster Rohr (Niederbayern)). Gleichzeitig versuchten Benediktinermönche aus den USA, das Kloster neu zu besiedeln und zu leiten, wurden jedoch durch das kommunistische Regime der Tschechoslowakei bereits im Jahre 1950 des Landes verwiesen. Die Klostergebäude dienten danach als politisches Gefängnis für die vom kommunistischen Regime im Rahmen der Aktion K verhafteten Ordensschwestern verschiedener Klöster aus der ganzen Tschechoslowakei.

## Heutige Nutzung
Nach dem politischen Umbruch von 1989 wurde das Kloster durch die Tschechische Republik restituiert. Das Klosterareal ist seitdem im Besitz des Stiftes Břevnov in Prag und wird von einem Wirtschaftsrat verwaltet.
Am 7. Februar 2018 wurde die schon länger angestrebte Wiedervereinigung der Abteien Břevnov (Breunau) in Prag und Broumov (Braunau) durch Dekret der vatikanischen Ordenskongregation rechtskräftig. Der Erzabt trägt seither den Titel Erzabt von Břevnov und Broumov.
Das Klostergebäude Braunau steht seit der Restitution weitgehend leer. Es beherbergt unter anderem das Stadtmuseum Broumov und wird durch einen Verwalter bewohnt und bewirtschaftet. Das Barock-Gebäude und der Garten wurden im Jahr 2014 umfassend renoviert. Sie können touristisch besichtigt werden. Im Rahmen einer Führung kann man die Klosterkirche, die historische Bibliothek mit 17.000 Buchbänden und eine Kopie des Turiner Grabtuch besichtigen. 2018 wurde das Bildungs- und Kulturzentrum Kloster Broumov eröffnet, das verschiedene Veranstaltungen in den hauseigenen Gästeräumen durchführt.